# Olympische Sommerspiele 1948/Radsport – Zeitfahren Bahn (Männer)
Das 1000-m-Zeitfahren im Bahnradsport der Männer bei den Olympischen Spielen 1948 in London wurde am 11. August um 17:00 Uhr auf der Radrennbahn Herne Hill ausgetragen.

## Ergebnisse
| Rang | Athlet                     | Nation              | Zeit       |
| ---- | -------------------------- | ------------------- | ---------- |
| 1    | Jacques Dupont             | Frankreich          | 1:13,5 min |
| 2    | Pierre Nihant              | Belgien             | 1:14,5 min |
| 3    | Tommy Godwin               | Großbritannien      | 1:15,0 min |
| 4    | Hans Flückiger             | Schweiz             | 1:15,3 min |
| 5    | Axel Schandorff            | Dänemark            | 1:15,5 min |
| 6    | Sydney Patterson           | Australien          | 1:15,7 min |
| 7    | Jack Heid                  | Vereinigte Staaten  | 1:16,2 min |
| 8    | Walter Freitag             | Österreich          | 1:16,8 min |
| 9    | Gino Guerra                | Italien             | 1:17,1 min |
| 10   | Onni Kasslin               | Finnland            | 1:17,4 min |
| 11   | Carlos Tramútolo           | Uruguay             | 1:17,5 min |
| 12   | Theo Blankenaauw           | Niederlande         | 1:17,7 min |
| 13   | Jorge Sobrevila            | Argentinien         | 1:17,9 min |
| 14   | Julio César León           | Venezuela           | 1:18,1 min |
| 15   | Lorne Atkinson             | Kanada              | 1:20,2 min |
| 16   | Compton Gonsalves          | Trinidad und Tobago | 1:21,5 min |
| 16   | Reinaldo Paseiro Rodríguez | Kuba                | 1:21,5 min |
| 18   | Adolfo Romero              | Mexiko              | 1:22,7 min |
| 19   | Rohinton Noble             | Indien              | 1:22,9 min |
| 20   | Wazir Ali                  | Pakistan            | 1:24,8 min |
| 21   | Laddie Lewis               | Britisch-Guayana    | 1:25,0 min |

## Weblink
- Ergebnisse in der Datenbank von Olympedia.org (englisch)